# ون بلس فايف تي
ون بلس فايف تي هو هاتف ذكي يعمل بنظام أندرويد تم الكشف عنه في 16 نوفنبر 2017، وقد تم طرحه في الأسواق في 21 نوفمبر 2017.